# 중밀도 주거의 실종

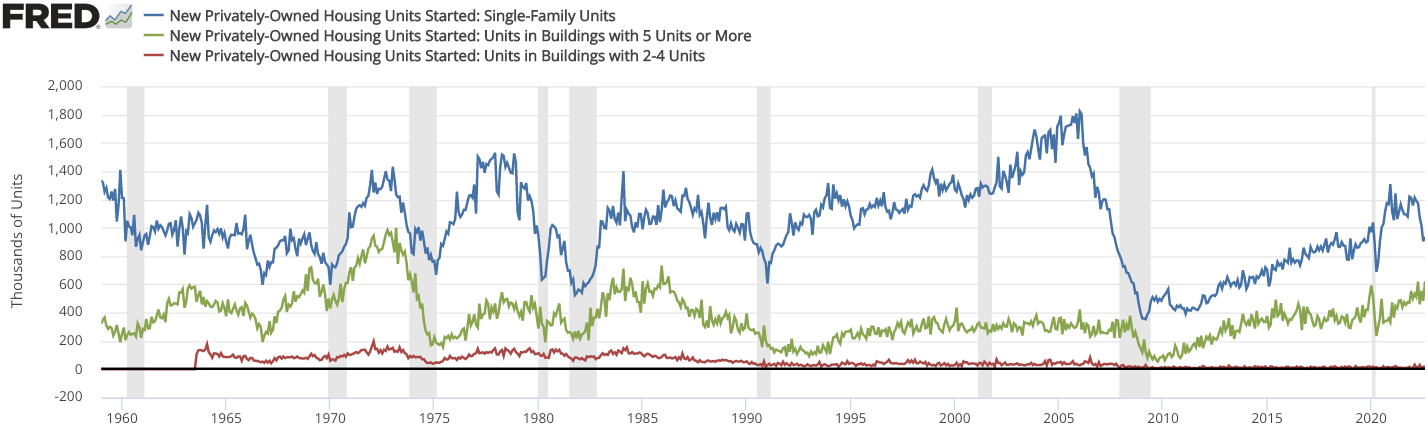
1959년에서 2021년 사이 미국의 주거환경.
단독주택
집합주택
2-4가구 다세대·다가구주택

중밀도 주거의 실종(영어: missing middle housing)이란 2010년에 건축가 Daniel Parolek이 제기한 표현으로, 미국, 캐나다, 호주 등 영미권에서 중밀도 주거 건물을 찾아볼 수 없게 되고 주거형태가 도심지의 고밀도 집합주택과 교외의 단독주택으로 양극화된 현상을 말한다. 이것은 사람들이 단순히 단독주택을 선호해서 일어난 현상이 아니라 사회적 인종적 격리와 결부된 토지용도 규제로 인해 구조적으로 조장된 것이다. 중밀도 주거의 실종은 또한 자동차 의존적 스프롤 현상과도 밀접한 관계에 있다.
중층중밀도 주거는 다가구 또는 다세대 주택이지만 저층저밀도 단독주택과 크게 규모의 차이가 나지 않는 주거형태다. 중밀도 주거는 도보생활에 적합하고, 상대적으로 저렴한 주거를 제공하며, 사회적으로는 인구 변화에 대응할 수 있는 완충재가 된다. 유럽에는 여전히 이런 집들이 많이 있으며, 미국에서도 1940년대 이전에는 시카고의 듀플렉스, 브루클린, 볼티모어, 워싱턴DC의 로우하우스, 보스턴의 트리플데커, 캘리포니아의 방갈로 코츠 등 다양한 형태의 중밀도 주거가 존재해서 고층고밀도 주거와 단독주택 사이의 천이영역을 이루었다.
그러나 제2차 세계대전 이후 미국의 많은 곳에서 도보생활에 적합한 중밀도 주거에 토지이용 허가를 내주지 않고 단독주택 위주의 도시개발을 하면서 이런 중밀도 주거환경은 차츰 줄어들기 시작해서 지금은 거의 찾아볼 수 없게 되었다. 그래서 있던 것이 없어졌다는 맥락에서 “실종”되었다고 하는 것이다.

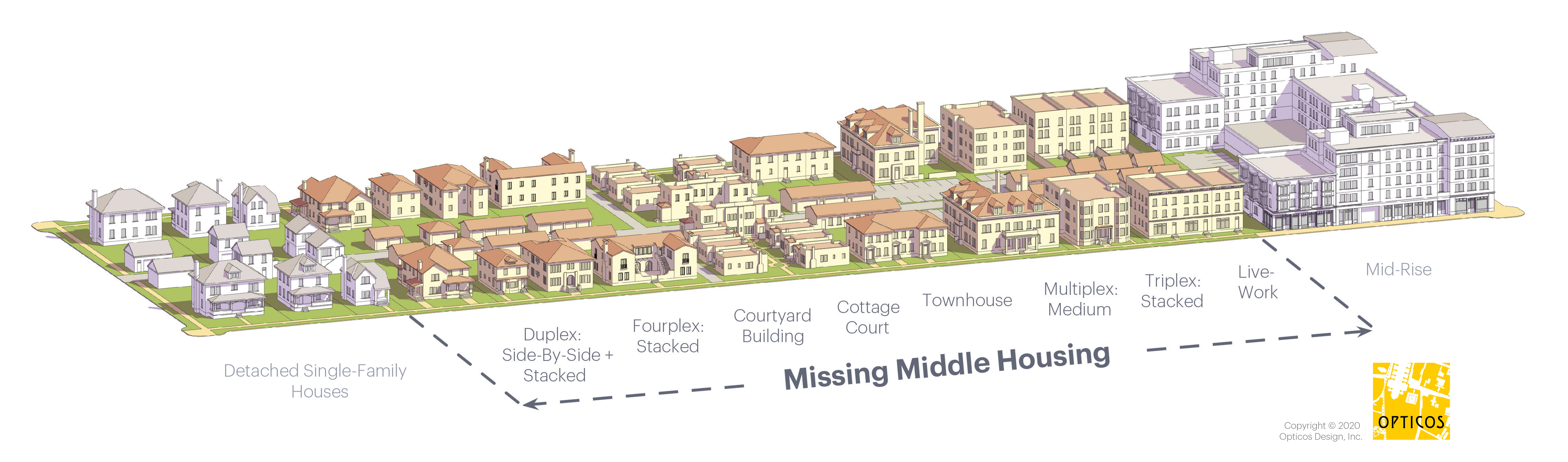
Daniel Parolek이 처음 그려 보인 중밀도 주거 실종의 개념.